# Prvenstvo Anglije 1911
Prvenstvo Anglije 1911 v tenisu.

## Moški posamično
Anthony Wilding :  H. Roper Barrett, 6-4, 4-6, 2-6, 6-2, predaja

## Ženske posamično
Dorothea Lambert Chambers :  Dora Boothby 6-0, 6-0

## Moške dvojice
Andre Gobert /  Max Decugis :  Josiah Ritchie /  Anthony Wilding, 9–7, 5–7, 6–3, 2–6, 6–2